# Feilluns
Feilluns (bis 2020 und katalanisch Felluns) ist eine französische Gemeinde mit 60 Einwohnern (Stand 1. Januar 2022) im Département Pyrénées-Orientales in der Region Okzitanien. Sie gehört zum Arrondissement Prades und zum Kanton La Vallée de l’Agly.

## Lage
Das Gemeindegebiet ist Teil des Regionalen Naturparks Corbières-Fenouillèdes.
Nachbargemeinden von Feilluns sind Saint-Martin-de-Fenouillet im Norden, Ansignan im Osten, Trilla im Südosten, Pézilla-de-Conflent im Süden, Prats-de-Sournia im Südwesten und Le Vivier im Westen.

## Bevölkerungsentwicklung
| Jahr      | 1962 | 1968 | 1975 | 1982 | 1990 | 1999 | 2013 |
| Einwohner | 83   | 76   | 57   | 42   | 48   | 57   | 59   |

## Sehenswürdigkeiten
- Romanische Kirche Saint-Julien in Les Albas
- Romanische Kirche Sainte-Marie
- Dolmen du Roc de l’Arca
- Caouno del Moro